# Шейкин, Михаил Степанович
Михаи́л Степа́нович Ше́йкин (15 ноября 1908 — 1 мая 1989) — советский военачальник, гвардии полковник Рабоче-крестьянской Красной Армии, участник советско-финской и Великой Отечественной войн, Герой Советского Союза (24 марта 1945 года), командир 220-го гвардейского стрелкового полка (79-й гвардейской стрелковой дивизии, 28-го гвардейского стрелкового корпуса, 8-й гвардейской армии).

## Биография
Родился 15 ноября 1908 на ныне не существующем хуторе Кадушкин (ныне Киквидзенского района Волгоградской области) в семье крестьянина. Русский. Окончил 7 классов. Работал в комитете крестьянской взаимопомощи.
В рядах Красной Армии с 1929 года. Член ВКП(б) с 1931 года. Окончил военно-политическое училище в Ленинграде в 1934 году и курсы «Выстрел» в 1943.
Участник советско- финляндской войны 1939–1940 годов.
На фронтах Великой Отечественной войны с июня 1941 года. С 27 февраля 1944 командовал 220-м гвардейским стрелковым полком (79-я гвардейская стрелковая дивизия, 8-я гвардейская армия, 1-й Белорусский фронт). Особенно отличился в Висло-Одерской операции: с 22 января по 3 февраля 1945, выдвинувшись с полком в качестве передового отряда, одним батальоном форсировал реку Варта в районе города Познань (Польша), затем реку Одер севернее города Франкфурт-на-Одере (Германия). Захватив и удержав плацдармы на этих реках, полк обеспечил переправу главных сил дивизии.
Звание Героя Советского Союза присвоено 24 марта 1945.
14 апреля 1945 был контужен и отправлен в госпиталь, однако уже через несколько дней вернулся в строй, принял участие в боях в Берлине.
После войны продолжал службу в армии. С 1955 в отставке в звании полковника. Жил в Одессе. До 1984 работал наставником молодёжи в Одесском художественном училище. Скончался 1 мая 1989 года и похоронен на Втором Христианском кладбище Одессы.

## Награды

### Награды СССР
- Герой Советского Союза (Указ Президиума Верховного Совета СССР от 24 марта 1945 года,  медаль «Золотая Звезда»):
- орден Ленина;
- орден Ленина;
- орден Красного Знамени (приказ Военного совета 8-й гвардейской армии № 214/н от 28 апреля 1944 года);
- орден Красного Знамени (приказ Военного совета 8-й гвардейской армии № 253/н от 14 августа 1944 года);
- орден Красного Знамени;
- орден Суворова III степени (приказ Главнокомандующего Группой советских оккупационных войск в Германии № 81/н от 1 сентября 1945 года);
- орден Отечественной войны I степени (Указ Президиума Верховного Совета СССР от 11 марта 1985 года);
- орден Красной Звезды;
- медаль «За боевые заслуги» (Указ Президиума Верховного Совета СССР, 1940 год);
- медали СССР.

### Иностранные награды
- Орден «Virtuti Military» (ПНР)[2].